# Jefferson County (New York)
Jefferson County je okres ve státě New York ve Spojených státech amerických. K roku 2010 zde žilo 116 229 obyvatel. Správním městem okresu je Watertown. Celková rozloha okresu činí 4 810 km².